# Ристоро д’Ареццо
Ристоро д’Ареццо (итал. Ristoro d'Arezzo) — итальянский монах и учёный XIII в. Известен как пионер ряда геологических дисциплин в европейской науке, а также первый автор-прозаик (и автор-учёный), писавший на итальянском языке. 

## «Строение мира»
В 1282 г. Ристоро д’Ареццо написал свой основательный естественнонаучный труд «Строение мира» (итал. Composizione del mondo), который стал первой известной книгой в прозе на итальянском языке. 
Работа Ристоро посвящена географии и астрономии, в ней учёный монах впервые упоминает горячие источники Ландерелло в Тоскане, найденные в Ареццо удивительные произведения древнеримского гончарного искусства, описывает явления эрозии и затопления долин, рассказывает об ископаемых морских животных и гладкой гальке, найденной на высоких горах, появление которой там он объясняет Всемирным потопом. 
Человеческое любопытство Ристоро считал способностью, данной людям богом для того, чтобы познать его творения.

## Сведения о Сибири
В Книге Шестой своего сочинения Ристоро д'Ареццо даёт краткое описание Северной Азии на основании арабских известий о «шестом» и «седьмом» климатах.

## Влияние
Приписываемый Данте труд «Quaestio de Aqua et Terra» (1320) рассматривал геологические тематики, пионером в которых был д'Ареццо. Если Данте действительно был автором этого труда, то он, по всей вероятности, был знаком с «Строением мира». 